# LUGAS
LUGAS ist ein Akronym, welches das Länderübergreifende Glücksspielaufsichtssystem bezeichnet. LUGAS ist eine aufgrund des Glücksspielstaatsvertrages errichtete Datenbank, die der Bekämpfung von Glücksspielsucht dient.
Sie wird von der Gemeinsamen Glücksspielbehörde der Länder betrieben.

## Funktion
Sämtliche Buchmacher mit einer deutschen Lizenz müssen bei LUGAS angemeldet sein. Die Daten ihrer Kunden (Name, Adresse, Geburtsdatum und Geburtsort) werden unter einem Pseudonym in der Datenbank gespeichert. So kann anbieterübergreifend verhindert werden, dass Kunden, die nicht durch entsprechende Nachweise (bspw. Lohnabrechnung) belegt haben, dass sie die nötige Bonität besitzen, mehr als 1000 € pro Monat für Glücksspiel ausgeben. Das Limit kann durch den Nachweis auf bis zu 10.000 € erhöht werden.
Außerdem wird durch die zentrale Datenbank verhindert, dass Personen auf mehreren Plattformen gleichzeitig eingeloggt sind.